# Радисав Лукић Рубежић
Радисав Лукић Рубежић (Ускоци, 13. октобар 1863) био је истакнути политичар и народни ослободилац са подручја Пчињског округа.

## Биографија
Рођен је 13. октобра 1863. године, у Ускоцима, у Морачи, од оца Луке Рубежића Куча и мајке Милице, рођене Ашанин. Радисав се преселио из Ускока (Никшић) у село Плану код Колашина. После очеве преране погибије у рату са Турцима, прешао је код ујака, који га је повео у Русију, у Одесу, где је изучио пекарски занат. У Русији се повезао са Србима, присталицама Карађорђевића. По завршетку заната напустио је Одесу. После тешког путовања дошао је у Београд, где је отворио приватну пекарску радњу. Као присталица династије Карађорђевића ухапшен је током режима Обреновића и спроведен у неки логор у Шумадији. У том логору затекао је и брата Тодора. За време српско-турског рата 1877/8 године наредник Тодор Лукић Рубежић и поручник Мијаило Јоксимовић били су добровољци српске војске и учесници у завршним борбама у Горњој Јабланици. Они су се касније населили у Стубли и Реткоцеру. Преко својих људи Тодор је откупио свог брата Радисава и довео га у Стублу.
Браћа Радисав и Тодор били су угледни људи Горње Јабланице. Радисав се оженио Митром, рођеном Петровић из Врела. У браку са њом имао је осам синова и четири кћери. По повратку династије Карађорђевић на српски престо, Радисав је изабран за место председника Медвеђске општине. Као председник општине бринуо се о стаусу насељеника, њиховој безбедности, развоју Медвеђе као центра Горње Јабланице. Он је са свештеницима Радосавом Стевановићем и Стојаном Гвоздићем, Васом Лазаревићем, општинским благајником, Богданом Драговићем, Алексом Недељковићем, Димитријем Младеновићем, механџијом, Мирославом Јакшићем и Радованом С. Поповћем, 23. јануара 1907. године покренуо проглашење Медвеђе за варошицу, која је ово звање добила краљевим указом тек 31. децембра 1921. године.
Радисав Лукић је један од организатора четничког (комитског) покрета у Јабланикчом срезу 1916. године. За време Топличког устанка 1917. Године, изабран је за начелника јабланичког комитског покрета и члана штаба Јабланичког комитског одреда. Учествовао је у борби четника са бугарском окупаторском војском и Арбанасима са Косова 1917. године до пропасти Топличког устанка, када се једно време скалњао по забитим местима. Бугари су уценили његову главу. Похватали су житеље пет села и груписали их у Реткоцеру. Запретили су таоцима да ће ако се Рубежић „не преда све живо поклати”. Након дугих преговора, а ради спаса својих суграђана, Радисав се предао Бугарима у Реткоцеру. После саслушавања и мучења Бугари су дозволили да иде кући у Стублу. Преко српских издајника мучки су га ликвидирали и опљачкали, а онда дозволили породици да га сахрани на Стубљанском гробљу. У устанку су учествовала и његова три сина и братанац. Наредник Илија Тодора Лукић је носилац сребрне Карађорђеве звезде са мачевима.